# Nynne (film)
 For alternative betydninger, se Nynne. (Se også artikler, som begynder med Nynne)
Nynne er en dansk komediefilm fra 2005, instrueret af Jonas Elmer efter manuskript af Mette Heeno, Henriette Lind, Lotte Thorsen og Anette Vestergaard. Filmen er baseret på dagbogsklummen Nynnes dagbog af den fiktive, enlige mor af samme navn i Politiken.
Filmen blev efterfulgt af tv-serien Nynne.

## Medvirkende
- Mille Dinesen som Nynne
- Lars Kaalund som Martin
- Claes Bang som Henrik
- Lena Maria Christensen som Beate
- Mette Horn
- Stine Stengade
- Jimmy Jørgensen
- Ole Lemmeke
- Anne-Lise Gabold
- Lars Hjortshøj
- Laura Christensen
- Camilla Søeberg